# Eparhia Sfântul Vasile cel Mare de București

Eparhiile Bisericii Române Unite cu Roma

Eparhia Sfântul Vasile cel Mare de București (în latină Eparchia Sanctus Basilius Magnus Bucarestiensis Romenorum) a fost creată la 29 mai 2014, prin ridicarea la ragul de episcopie a Vicariatului greco-catolic de București. Această eparhie funcționează pe un teritoriu canonic corespunzător municipiului București și județelor provinciei istorice a Țării Românești (Oltenia, Muntenia și Dobrogea).
Episcopul vicar Mihai Frățilă a fost instalat în funcția de episcop al noii eparhii, în data de 30 august 2014.

## Istoric
În anul 1940 a fost înființat Vicariatului pentru București și Vechiul Regat, iar Biserica Sf. Vasile cel Mare, din strada Polonă, a fost ridicată la rangul de catedrală. Aici a funcționat, până la arestarea sa de către Securitate, la 28 octombrie 1948, episcopul Vasile Aftenie. „La sfârșitul anului 1947, Vicariatul de București a fost evacuat din strada Batiștei și s-a mutat în strada Polonă. Arhiva vicariatului, ținută cu grijă de episcopul vicar Vasile Aftenie și de protopopul Tit Liviu Chinezu, a fost răvășită la 28-29 octombrie 1948, când aceștia au fost arestați.”
Vicariatul greco-catolic de București a fost reînființat în 2008, ca parte componentă a Arhieparhiei de Făgăraș și Alba Iulia, fiind condusă de episcopul auxiliar Mihai Frățilă, din 2008 până la ridicarea acesteia la rangul de episcopie, la 29 mai 2014.
Sâmbătă, 30 august 2014, a avut loc instalarea primului episcop eparhial al Eparhiei „Sfântul Vasile cel Mare” de București, Mihai Frățilă, într-o ceremonie religioasă prezidată de cardinalul Lucian Mureșan, arhiepiscopul major al Bisericii Române Unite cu Roma, în prezența cardinalului Leonardo Sandri, prefect al Congregației Bisericilor Orientale de la Roma.